# Diplomat Records
Diplomat Records es el sello del grupo The Diplomats, fundado por los raperos de Harlem, Cam'ron y Jim Jones. Diplomat Records está presentada en Koch Entertainment, Asylum Records, G-Unit Records y Def Jam Records.

## Artistas
- Cam'ron (Diplomat/Asylum Records)
- Jim Jones (Diplomat/Koch)
- Freeky Zeeky (Presidente de The Diplomats)
- Juelz Santana (Diplomat/Def Jam)
- J.R. Writer (Diplomat/Koch)
- Un Kasa (Diplomat)
- Hell Rell (Diplomat/Koch)
- Jha Jha (Diplomat/Asylum)
- 40 Cal (Diplomat/Asylum)
- Jay Bezel (Diplomat/Sure Shot)
- S.A.S. (Diplomat/Eurogang)
- Killa-Kc (Diplomat/G-Unot)